# Pegelsonde
Pegelsonden sind spezielle Druckmessumformer zur Füllstandsmessung von Flüssigkeiten in offenen Behältern und Tanks. Pegelsonden werden direkt in die zu messende Flüssigkeit abgelassen und verbleiben dauerhaft schwebend über dem Tankboden. Die Messung erfolgt nach dem hydrostatischen Prinzip. Der Schweredruck der Flüssigkeitssäule verursacht eine Dehnung am druckempfindlichen Sensorelement, welches den erfassten Druck in ein elektrisches Signal umwandelt. Das Anschlusskabel von Pegelsonden hat mehrere Aufgaben zu erfüllen. Neben der Spannungsversorgung und Signalweiterleitung wird die Pegelsonde durch das Kabel auf ihrer Position gehalten. Außerdem beinhaltet das Kabel einen dünnen Luftschlauch, mit dem der Umgebungsluftdruck zur Pegelsonde geleitet wird. Pegelsonden werden demnach meist als Relativdrucksensoren ausgeführt, welche als Nullpunkt ihres Messbereiches den aktuellen Umgebungsdruck nutzen.
Ohne diesen sogenannten Relativdruckausgleich würden Pegelsonden zusätzlich zum hydrostatischen Druck auch den Luftdruck und seine Veränderungen messen, der auf der Flüssigkeitssäule lastet.
Bei Tiefbrunnenausführungen kommt zusätzlich das Sealed Gauge Messprinzip zum Einsatz. Ab einer Tiefe von ca. 20 m ist der Relativdruckausgleich durch den dünnen Schlauch nur bedingt möglich. Die Pegelsonde ist dann als Absolutdruckmessumformer ausgeführt, dessen Nullpunkt je nach Einsatzort auf den gewünschten mittleren Luftdruck justiert wird. Somit hat die Pegelsonde keine Verbindung mehr zur Atmosphäre. Etwaige Luftdruckschwankungen wirken sich hierbei zwar auf das Messergebnis aus, spielen jedoch bei Tiefbrunneneinsätzen eine eher untergeordnete Rolle.

## Messprinzip
Der hydrostatische Druck, auch Gravitationsdruck oder Schweredruck stellt sich innerhalb eines ruhenden Fluids ein. Er wird von der Gravitation verursacht und hängt von der Dichte und der Höhe der Flüssigkeitssäule ab. Die Masse des Fluids spielt keine Rolle – siehe auch hydrostatisches Paradoxon – also nicht das Gesamtgewicht der Flüssigkeit im Behältnis, sondern die Füllhöhe ist ausschlaggebend.
{\displaystyle p(h)=\rho gh+p_{0}}
{\displaystyle \rho } = Dichte [für Wasser: {\displaystyle \rho } ≈ 1000 kg/m³]
{\displaystyle g} = Erdbeschleunigung [für Deutschland: {\displaystyle g} ≈ 9,81 m/s²]
{\displaystyle h} = Höhe des Flüssigkeitsspiegels über dem betrachteten Punkt
{\displaystyle p_{0}} = Luftdruck auf Flüssigkeitsoberfläche
{\displaystyle p(h)} = hydrostatischer Druck in Abhängigkeit von der Höhe des Flüssigkeitsspiegels.
Der zu messende minimale Füllstand beginnt ab einer vollständigen Bedeckung des Messelementes nahe am Kopfende der Pegelsonde. Füllstände unterhalb der Pegelsonde werden nicht erfasst. Somit ist es ja nach Anwendung und Montagehöhe erforderlich, den Füllstand in der Auswerteeinheit mit einer Offseteinstellung auf die jeweilige Montagehöhe anzupassen.

## Ausführungen
Je nach Anforderungen des Einsatzortes bieten Pegelsonde verschiedene Ausstattungsmerkmale:
- Schutzkappe

               Größe und Anzahl der Öffnungen / Bohrungen
- Gehäusewerkstoff

               Edelstahl, Titan, PTFE
- Kabelmaterial

               PE, FEP, PUR EPR, PA
- Messprinzip

               relativ oder sealed gauge
- Sensortechnik

               Piezoresistiver Siliziumsensor, Keramik-Dickschichtsensor, Keramik-Kapazitiv